# 더슛
《더슛》은 2014년에 개봉한 대한민국의 영화이다.
정보통신산업진흥원(nipa)으로부터 제작지원을 받아 제작한 국내최초 4K3D입체 영화.
제7회 한국3D국제영화제에서 심사위원특별상 수상.
영화의 줄거리는
영화 촬영 현장에서 감독이 메가폰 대신 권총을 들고 NG를 내는 배우와 실수를 하는 스태프를
차례로 쏴죽인다. 그렇게 모든 배우와 스태프를
쏴죽이고 감독 자신도 제작자에 의해 저격을 당한다. 살육의 현장에서 도망쳐서 유일하게 살아남은 조감독이 제작자로부터 권총을 넘겨받으며
영화는 끝이난다

## 출연
- 김지경: 감독 역
- 김윤배: 조감독 역
- 김시연: 여자배우 역
- 이재민: 남자배우 역
- 박성일: 제작자 역
- 최수빈: 스타일리스트 역
- 이유주: 스타일리스트 어시스턴트 역
- 민후: 붐 오퍼레이터 역
- 승욱: 러너 역
- 윤화영: 스크립터 역
- 최준혁: 메이크업 아티스트
- 이선정: 조연여배우 역
- 정남주: 아트디렉터 역
- 김태희 손승국: 매니저 역
- 최정민: 촬영감독 역
- 최준용: 조명감독 역
- 조장연 조이행 김태형 김연경: 촬영팀 역